# 鄭橞
鄭橞（越南语：／，1704年—1751？），越南后黎朝时期郑族宗室、宰相，越南科举史上最後一名狀元。

## 生平
郑橞，祖籍清华处永福县槊山乡，屋汴上乡，定居广昌县不群社。郑族宗室，郑松之玄孫，纯义公郑杨之曾孙。。
郑橞生于正和二十五年（1704），20岁参加保泰四年（1723）癸卯科乡试，一举考中四场，成为乡贡，后出仕为郎中。永佑二年（1736年）丙辰科，郑橞参加郑王府举行的府试。因郑橞与宦官洽郡公黄公辅关系密切，在黄公辅的影响下，郑杠擢郑橞为进士及第第一名，也就是越南历史上最后一位状元。尽管郑橞素来有名望学识，然而因为此事受到世人的议论，郑橞自己也无法辩白。这一年郑橞33岁。
永佑三年（1737），郑橞成为东阁大学士，添差府僚。永佑五年（1739）六月，急于进取的郑橞在黄公辅的帮助下，取代宰相礼部尚书吴廷硕，升任刑部尚书、参从，正式开始了自己的执政生涯。郑橞登第数年，便迅速蹿升，与黄公辅相互勾结，表里唱和，政令烦乱严切，国内动乱愈演愈烈。八月，参从吏部尚书范谦益也被排挤出朝堂。
永佑四年（1740）正月，阮贵憼、郑檡、武必慎、阮公宷等人发动庚申靖难，拥戴王太弟郑楹亲政，诛杀黄公辅，夺取政权。作为黄公辅同党，与太上王郑杠的旧臣，鄭橞很快被罢官下狱。次年六月，廷议以郑橞未曾参与黄公辅谋逆，且为宗室成员，赦免了郑橞。重新启用郑橞为翰林院承旨，寻升国子监祭酒，但是剥夺公爵。后来郑橞又出任山南承政。景兴十二年（1751）春，郑橞被召回京师，勘问词讼。不久后，郑橞去世，追赠右侍郎。

## 家族
曾祖：纯伟公郑杨
兄弟：
- 郑棕，龙德元年（1732）壬子科乡试中四场

同族：
- 郑樽，癸卯科所举中弁生合式
- 郑𣞍，景兴二十四年（1763）癸未科所举中弁生合式，造士中项。